# Vier Stücke für Violine und Pianoforte
Vier Stücke für Violine und Pianoforte is een verzameling werkjes van Christian Sinding. Het is waarschijnlijk een verzameling werkjes, die geschreven zijn op verzoek van zijn muziekuitgeverij Wilhelm Hansen Edition. 
De vier werkjes zijn:
1. Prelude
2. Elegie
3. Ballade
4. Alla mazurka